# Jimmy Swaggart
Jimmy Lee Swaggart (Ferriday, Luisiana, 15 de marzo de 1935-Baton Rouge, Luisiana, 1 de julio de 2025) fue un evangelista y ministro pentecostal estadounidense y uno de los pioneros del «televangelismo». Era primo del músico Jerry Lee Lewis.
En la década de 1980 su programación de televisión fue transmitida a más de 3000 estaciones y sistemas de cable cada semana. Las transmisiones de Jimmy Swaggart fueron vistas por más de 8 millones de personas en los Estados Unidos y más de 500 millones en todo el mundo, convirtiéndose en el medio de comunicación más amplio del Evangelio en la historia.
Swaggart perteneció a las Asambleas de Dios siendo para la época el predicador más importante de dicha denominación. Realizó muchas cruzadas evangélicas y conferencias en ciudades importantes de los Estados Unidos.
Comenzó su ministerio de televisión en 1975, el cual continúa en la actualidad, después de 40 años, y que se transmite a nivel nacional e internacional. La transmisión de "Un estudio de la Palabra de Dios" se ve en todo el país y en el extranjero a través de 78 diferentes canales en 104 países y en directo por Internet.
El Seminario del Ministerio Jimmy Swaggart (WEBC - World Evangelism Bible College) se abrió en 1984, con el objetivo de adiestrar a nuevos líderes eclesiásticos y misioneros. Con la evidente reputación que tenía en ese entonces Jimmy Swaggart, dicho seminario tenía masiva concurrencia. Después de la confesión pública de inmoralidad sexual, dicho seminario comenzó a tener pocos estudiantes. Pero hoy en día el Seminario WEBC, es interdenominacional y está volviendo a ser muy solicitado, dando evidencia del restaurado ministerio. Con profesores que son pastores-asociados del ministerio, entre los más destacados se puede citar a Lorren Larson.
Swaggart tuvo tres nietos, Jennifer, Gabriel y Mateo. Su nieto Gabriel Swaggart y esposa Jill, pastorean en el ministerio juvenil. El Pastor Gabriel y Jill tienen dos hijos, Samantha y Abby. Mateo es también activo en el ministerio, está casado con Joanna Swaggart y tienen un hijo, Ryder Presley y una hija Lola. Jennifer, que vive en Atlanta, acaba de proporcionar otra adición a la familia, una nieta llamada Harper. Swaggart es primo de los músicos Jerry Lee Lewis y Mickey Gilley. Los tres son hijos de tres hermanos, comparten el mismo segundo nombre y tocan el piano. Los tres nacieron en el pueblo de Ferriday (Luisiana).
Swaggart fue pastor del Centro Familiar de Adoración, en Baton Rouge, Luisiana, una iglesia evangélica multicultural, interdenominacional, que sigue siendo el centro espiritual del ministerio. Miles de vidas se ven afectadas en los tres servicios llamados "CAMPMEETINGS" que son reuniones de avivamiento y se llevan a cabo anualmente. En este evento cada año personas de distintos lugares llenan la iglesia.

## Ministerio Jimmy Swaggart (Centro de Medios de Comunicación - actualidad)
Cuando Swaggart reincidió en inmoralidad en octubre de 1991, los medios de comunicación decayeron fuertemente. Aun cuando el ministro Swaggart retorno al pastoreado en 1997, la sintonía a su ministerio, era la peor de todo los tiempos.
Pero pasando el tiempo, y constituyéndose poco a poco, otra vez en un predicador sintonizado. A finales de 2009, Ministerios Jimmy Swaggart lanzó la "Red de Radiodifusión SonLife" (SonLife Broadcasting Network), que es una red de televisión cristiana que transmite a nivel nacional e internacional para una audiencia potencial. La red es una extensión de Jimmy Swaggart Ministerios y ofrece programas en vivo y pregrabados que atraen a una audiencia amplia. Actualmente también SBN transmite en español, en vivo y en directo para el pueblo latino, donde destacan los siguientes programas:
1. Un estudio de la Palabra de Dios
2. El mensaje de la cruz
3. Francés y amigos
4. Living Waters
5. Reflexiones
6. Cultos en vivo

## Historia del Ministerio de Jimmy Swaggart
El Ministerio de Jimmy Swaggart se enfocaba en cinco puntos para la evangelización mundial:
1. Televisión (programa traducido a varios idiomas).
2. Cruzadas de evangelización.
3. Edificación de Iglesias.
4. Literatura.
5. Escuelas Bíblicas.
6. Distribución de Biblias en todo el mundo.

## Ministerio en Latinoamérica en los 80
Jimmy Swaggart estuvo en América del Sur en la década de los 80, recorrió Paraguay, Argentina, Chile (donde se reunió con el dictador Augusto Pinochet), Perú, Brasil, Guatemala, Panamá, República Dominicana, Nicaragua, Costa Rica y El Salvador. Cada cruzada que realizó en estos países tuvo una respuesta multitudinaria, muchos se convirtieron al cristianismo. Hay que resaltar, que Jimmy Swaggart tenía programado visitar más países de la región. Solo se conoce que dentro de la agenda estaban Barbados y Ecuador, después comenzaría sus cruzadas hacia al continente asiático. Esto se sabe por declaraciones de Jimmy Swaggart en la cruzada de 1988 en Nicaragua. Meses después, vendría su confesión pública de inmoralidad. Se suspendieron todas las próximas cruzadas.

## Problemas de salud y fallecimiento
El 15 de junio de 2025, se informó que Swaggart había sufrido un paro cardíaco en su domicilio de Luisiana y había sido hospitalizado en la UCI. Su hijo, Donnie Swaggart, declaró sobre su padre: «Sin un milagro, le queda poco tiempo».
Swaggart falleció en un hospital de Baton Rouge el 1 de julio de 2025, a la edad de 90 años..

## Controversia

### Promoción de RENAMO
A lo largo de la década de 1980, el Misterio Jimmy Swaggart fue uno de los muchos líderes evangélicos estadounidenses que promovieron la Resistencia Nacional Mozambiqueña, también conocida como RENAMO, respaldada por Sudáfrica. Esta organización fue acusada de cometer crímenes de guerra sistemáticos durante los 15 años de guerra civil de Mozambique. Además del apoyo moral y la publicidad, el Ministerio Swaggart fue acusado repetidamente de proporcionar financiación y apoyo material al grupo. En septiembre de 1985, fuerzas gubernamentales apoyadas por Zimbabue capturaron la sede principal de RENAMO en Casa Banana, Mozambique. Entre los materiales que dejaron los rebeldes en retirada se encontraban montones de la publicación de Swaggart de 1982, "How to Receive The Baptism in the Holy Spirit" (Cómo recibir el bautismo en el Espíritu Santo), traducida al portugués. Durante el juicio de 1988 contra el misionero australiano Ian Grey, quien coordinó gran parte del apoyo privado a RENAMO, el acusado alegó que Swaggart Ministries trabajaba a través de Ministerio Shekinah para brindar apoyo a RENAMO. Ese año, la amplia cobertura mediática de Swaggart y sus negocios a raíz de un escándalo sexual excluyó en gran medida estas acusaciones. En 1991, la revista Covert Action y el gobierno de Zimbabue acusaron al Ministerio Swaggart de seguir financiando a RENAMO.

### Escándalo con prostituta (1986)
En 1986, Swaggart denunció a los pastores Jim Bakker y Marvin Gorman por mantener relaciones extramaritales y como consecuencia ambos perdieron sus ministerios. En venganza, el hijo y el yerno de Gorman lograron fotografiar a Swaggart junto a la prostituta Debra Murphee en un motel de Luisiana. Gorman le enseñó las imágenes a Swaggart, pidiéndole que se retractara de sus acusaciones (para recuperar su trabajo), pero Swaggart le pidió tiempo. Un año más tarde, Gorman le avisó por carta que mostraría las fotografías al líder de las Asambleas de Dios. Swaggart no respondió, por lo que Gorman lo denunció y Swaggart fue confrontado por sus jefes, mientras lo golpearon brutalmente.
El 21 de febrero de 1988, Swaggart se dirigió a su audiencia televisiva con los ojos llenos de lágrimas: «He pecado contra Ti, mi Señor, y pido que tu preciosa sangre lave y limpie cada mancha hasta que yo esté en los mares del perdón de Dios». Swaggart omitió explicar a qué se refería. Los líderes de la iglesia suspendieron a Swaggart de su programa de televisión -y de sus ganancias- durante un año[cita requerida].
Un sitio web de Swaggart presenta una denuncia acerca de que la prostituta le tendió una trampa a Swaggart. Pero el sitio omite dar alguna referencia. En las tres fuentes que presenta -la agencia de noticias Associated Press, y los periódicos Star-Banner y Toronto Star- no se encuentra ninguna mención a este hecho.
El sitio dice que el sábado 27 de febrero de 1988, un periódico llamado Star-Banner, de una pequeña localidad del Estado de Florida llamada Ocala informó que la agencia Associated Press habría informado que la prostituta fue obligada a pasar por una prueba de detector de mentiras en el Departamento de Policía de Nueva York.
Según el mismo sitio de Swaggart, el 27 de febrero de 1988 el periódico Toronto Star habría informado que el polígrafo descubrió que la prostituta habría mentido al responder que no había tendido una trampa a Swaggart.
Sin embargo, el 24 de julio de 2010 ese mismo periódico omite esta refutación en su recuento de la historia.
Swaggart regresó a su programa de televisión tres meses después. Entendiendo que no estaba arrepentido de desobedecer la ordenanza dictada por el líder de las Asambleas de Dios, a Swaggart se le anularon sus credenciales y su licencia ministerial perdiendo finalmente su programa.

### Difamación contra Steve Harris y el heavy metal (1986-1988)
Corría el año 1986 y el pastor en muchos discursos hacia énfasis en una cosa: el heavy metal es maligno en todos los aspectos. Sin embargo, no se conformaba con difamar un género musical, sino que también se dedicó a insultar a bandas de la misma rama pero de forma especial a Steve Harris líder de Iron Maiden, una banda de rock muy influyente en su época. Jimmy, viendo la fama de la banda, su actitud y la de sus seguidores, su forma de vestir y las letras de la misma, llegó a la conclusión a la que habían llegado muchos otros antes que él: Iron Maiden es una banda satánica y, por lo tanto, no debía permitirse que su fama y prestigio fueran aumentando. Por eso Swaggart empezó a predicar en contra del conjunto inglés y su líder, Steve Harris, del cual decía que era Lucifer y le culpaba de todo lo malo que había ido pasando en el mundo; principalmente, por la gran influencia negativa en los jóvenes: provocaba que éstos se volvieran drogadictos, violentos y seguidores de Satanás. Usaba fotografías para mostrarlas a sus seguidores televidentes, en las que dejaba claro que aquel sujeto era el diablo y sus compañeros sus fieles esbirros o acólitos que predicaban a través de su música el mensaje de su líder.

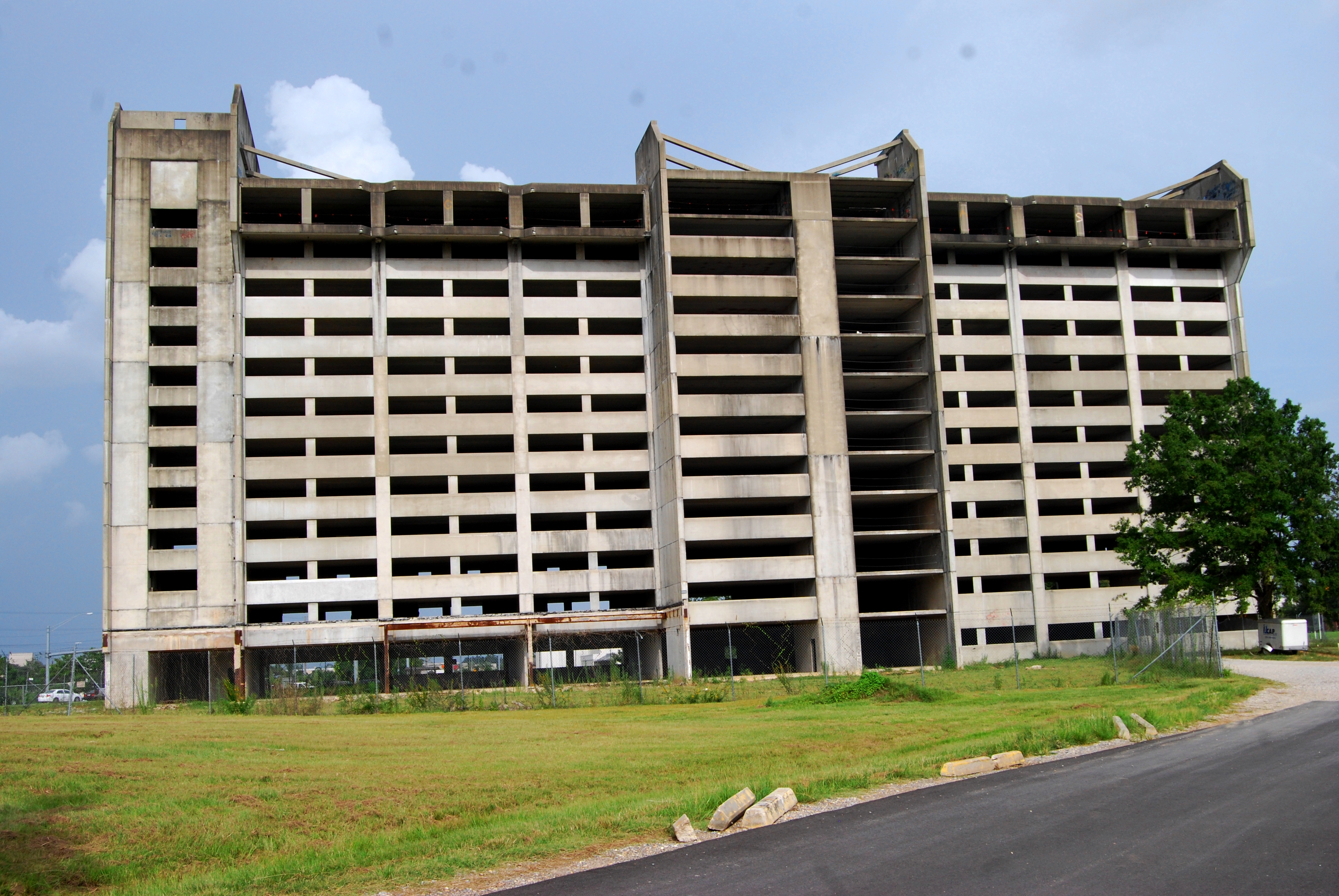
Ministerio abandonado perteneciente a Jimmy Swaggart ubicado en Baton Rouge, Luisiana. Edificio al cual tuvo que dejar por los litigios perdidos con Harris y los demás demandantes.

Steve Harris no se quedó con los brazos cruzados y decidió demandar a Swaggart por graves difamaciones en su contra y la de sus compañeros (especialmente en contra de Bruce Dickinson). Swaggart replicó diciendo que su mensaje era el que Dios le había transmitido y que frente a eso Harris no tendría derecho alguno a hacer algo al respecto. Continuó con su ola de críticas e insultos a la banda, siendo ahora más radicales: llegó a quemar fotografías de la banda en vivo, mojarlas con agua bendita o inclusive pedir que los mataran por el bien de todos. También son de destacar las críticas a la banda cristiana Stryper de la cual Swaggart también fue un persistente difamador, al aludir a su acto de arrojar biblias con el Nuevo Testamento al público, como un acto similar a “arrojar perlas a los cerdos”. Así fue casi todo 1986: creyendo ciegamente que estaba consiguiendo sus objetivos, siguió con sus ambiciones personales de acabar con la banda a pesar de que algunos de sus jefes le habían pedido que cesara. Sin embargo, Swaggart cometió un error clave: pensando en su impunidad ante los hechos mencionados, denunció a los pastores Jim Bakker y Marvin Gorman por mantener relaciones extramaritales. Como consecuencia ambos perdieron sus ministerios. Lo que no se hubiera imaginado es que el hijo y el yerno de Gorman lograran fotografiar a la prostituta Debra Murphee extorsionando a Swarggart para que se retractara de sus dichos. No obstante, él pidió tiempo para ver qué decisión tomaba. 
Así, un año más tarde, en 1987, mientras él seguía disparando contra la banda inglesa, publicó un libro criticando a los movimientos de rock y metal cristianos, titulado Religious rock n' roll: a wolf in sheep's clothing (en español, ‘rock and roll religioso: un lobo con piel de cordero’) usando una foto de Harris en la portada. En el libro criticaba el uso del Heavy Metal para predicar el evangelio cristiano, refiriéndose a la misma como la música del demonio. El libro también condenaba a Larry Norman (considerado el padre del rock cristiano), a Petra, a Stryper. y a otras notables bandas de rock y metal cristianos. En Estados Unidos, gracias a los servicios de Tipper Gore y el PMRC, conjuntamente con el aporte del reverendo Swaggart, comenzó la lucha entre la censura y Iron Maiden. La situación empezó a tomar mal cariz y fue así que el PMRC logró vetar y calificar las cubiertas de los álbumes metaleros. Hasta el mismo reverendo llegó a emplear su libro con la foto de Harris en la portada como justificativo de sus actos, por lo que Harris inició juicio contra Swaggart por haber empleado su imagen sin su permiso sumado a su anterior demanda de difamación. Swaggart lo estaba consiguiendo: sus persistentes intentos de acabar y censurar el Heavy Metal estaban dando resultando poco a poco.
No obstante, para finales del mismo año ocurrió algo que frenó sus objetivos y cambió todo el panorama: recibió una carta de Gorman en que decía que mostraría las fotografías al líder de las Asambleas de Dios. Swaggart no respondió a la misma, ya que se encontraba en pleno litigio con Harris sobre el uso de su imagen y difamación contra el mismo. Al parecer, en su errónea visión de impunidad divina Jimmy se granjeó muchos enemigos por sus acusaciones injustificadas a otras bandas, lo que por ende lo llenó de juicios en su contra por graves acusaciones públicas contra denunciantes como Stryper, Petra, Larry Norman entre otros. Sumado esto al ya conocido juicio con Harris, Jimmy se encontró en una posición difícil tratando de explicar los motivos de sus dichos, amparándose una vez más en que ese era el verdadero mensaje de Dios y que sólo cumplía con su deber predicándolo. Tras algún tiempo peleando en los tribunales contra las acusaciones de sus denunciantes, todo se vino abajo cuando Gorman hizo públicas las fotos de él con la prostituta. La imagen pública del pastor recibió un golpe mortal al ser señalado por Harris con ira, desprecio y burla, tratándolo de "un pecador estúpido e hipócrita".

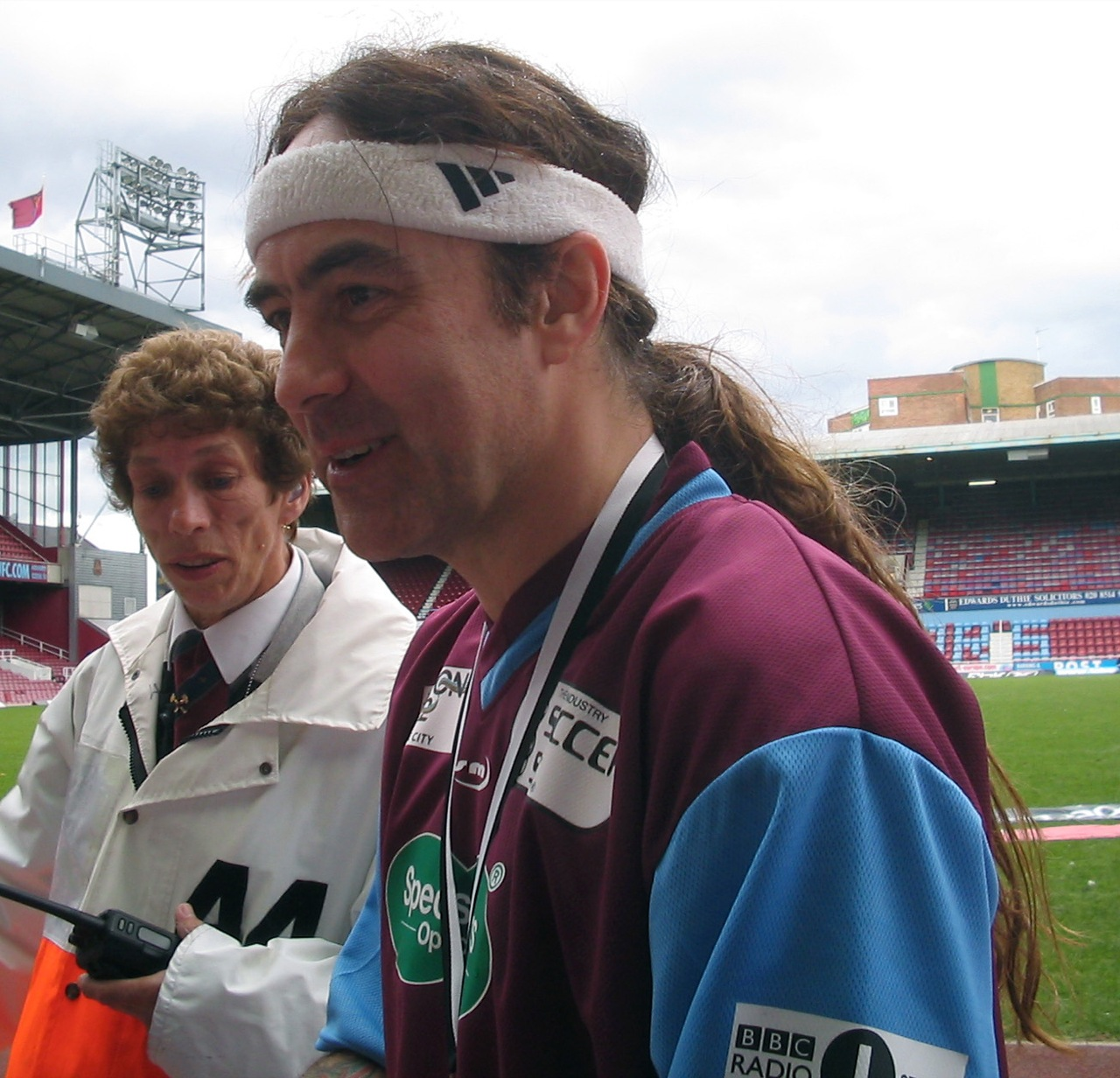
Steve Harris que también fue futbolista profesional durante un tiempo, fue el principal blanco de críticas de Swaggart acusándolo de ser el diablo.

Para comienzos de 1988 el juicio público, los litigios con las bandas de Heavy Metal, el abandono de sus feligreses, las investigaciones por parte del Fisco en relación con sus ganancias en los pasados años generadas por el pago por visión de su programa y el mensaje de que a través de estos se conseguiría la redención, la idea generalizada de usar el mensaje de Dios (y creerse un dios) para tener fama y hacerse millonario sin importar manchar a su iglesia con sus ambiciones personales, extorsionar a otros para recibir favores y denunciarlos cuando ya no le servían, olvidar la verdadera vocación de aquellos que toman el camino de la iglesia, quemar pruebas clave en su contra, su reconocida homofobia y para colmo las burlas e insultos que sufrió Swaggart de Harris, fueron la tumba de Swaggart, quien no sólo perdió el juicio con Harris a mediados de 1988, sino que también perdió gran parte del dinero amasado durante sus años de éxito debido a las condenas en sus otros juicios, así como gran parte de sus seguidores, perder su programa de televisión y las ganancias que le conllevaba. Los investigadores del Fisco empezaron a interrogarlo para exigirle respuestas de los dineros no declarados de su programa y el desprecio público a él como persona fue tan grande que generó el enojo y castigo propiciado por sus jefes de suspensión durante un año de su sueldo con pérdida de su ministerio. Todo esto simplemente por no tener sentido de la libertad artística y del libre albedrío criticando con parcialidad, discriminación y sin fundamentos aceptables a todos aquellos que no fueran según su opinión buenos creyentes. Ese mismo año, el artista Ozzy Osbourne, también objeto habitual de ataques por parte de Swaggart, abría su disco No Rest for the Wicked con el tema Miracle Man, en el que aprovecha para ridiculizar al reverendo por su hipocresía y sus escándalos sexuales (la letra de la canción se refiere a él como "Jimmy Sinner" o pecador). Harris, por su parte, en 1990 grabaría una canción titulada Holy Smoke (compuesta junto con Bruce Dickinson), en la que habla del propio Swaggart siendo una mofa a la religión principalmente a la hipocresía y al lucro que desempeñan algunos predicadores que han utilizado lo que antes era un mensaje de amor y caridad para sacar provecho económico, utilizando también su imagen a modo de burla contra la censura momentánea que levantó en los EE. UU. en contra de las portadas de Heavy Metal para la portada del álbum donde sale el tema antes mencionado llamado No Prayer For The Dying.
En septiembre de 1991, la empresa de Swaggart tuvo que pagarle 10 millones de dólares al pastor Marvin Gorman (que le había denunciado tres años antes) por difamación y calumnias, siendo este el último de los juicios en llegar a término con la condena de Swaggart de los que fueron en la época de sus juicios acumulados por sus acusaciones sin fundamento lógico.

### Escándalo con prostituta (1991)
El 11 de octubre de 1991, Swaggart fue hallado en compañía de otra prostituta, Rosemary García, cuando la Patrulla de Autopistas de California lo hizo detenerse por conducir en el lado equivocado de la calle. De acuerdo con García, Swaggart se detuvo para insinuársele a una orilla del camino. Cuando el policía le preguntó a García por qué estaba con Swaggart, ella respondió: «Me pidió sexo, digo, por eso es que se detuvo frente a mí. Eso es lo que hago. Soy prostituta». En lugar de confesarse otra vez ante sus feligreses, esta vez Swaggart dijo: «El Señor me dijo que simplemente no es asunto de ustedes» («The Lord told me it’s flat none of your business»).
Posteriormente, su hijo Donnie anunció a los feligreses que su padre dimitiría temporalmente como líder del Ministerio Jimmy Swaggart, para tomarse un «tiempo de curación y consejo espiritual».[cita requerida]
Las donaciones a Swaggart disminuyeron desde 500 000 dólares diarios a quizá menos de 350 000 dólares diarios.
Para 1995, el ministerio de Swaggart se había reducido a un 15% de su tamaño de antaño. Aunque los ingresos anuales del ministerio disminuyeron.

### Apología del asesinato a homosexuales (2004)
El 12 de septiembre de 2004, mientras hablaba del matrimonio igualitario en su programa de televisión en Canadá, Swaggart declaró: «Jamás en mi vida he visto a un hombre con el cual quisiera casarme. Y voy a ser directo y franco: si alguna vez alguien me mira así [de manera romántica], lo mataré y luego le diré a Dios que murió».
Días después pidió disculpas públicamente indicando que evidentemente no haría tal cosa.